# Toxine

Universeel symbool voor toxische stoffen

Een voorbeeld van een surugatoxin die geproduceerd wordt door dieren.

Toxinen zijn in het algemeen gesproken alle giftige stoffen en vallen onder de leer van de toxicologie. Meestal wordt met toxine een potente, complexe organische verbinding van biologische oorsprong bedoeld.
Er zijn minerale, plantaardige, bacteriële en dierlijke toxinen zoals mycotoxinen van schimmels, bufotoxinen van padden, fytotoxinen van planten of mariene biotoxinen, geproduceerd door algen en fytoplankton.
Bij bacteriële toxinen kan men in grote lijnen onderscheid maken tussen:
- Exotoxinen: Dit zijn giftige eiwitten die uitgescheiden worden door bepaalde bacteriën.
- Endotoxinen: Dit is een celwandbestanddeel van gramnegatieve bacteriën. Het is een lipopolysacharide, matig antigeen, thermostabiel, minder giftig dan exotoxinen en een minder specifieke werking dan exotoxinen. Het komt vrij bij lyse van de bacteriën.